# Prinsentuin (Leeuwarden)
De Prinsentuin is een park aan de noordkant van de binnenstad van Leeuwarden, in de Nederlandse provincie Friesland. 

## Geschiedenis
In 1648 werd er op deze plaats een park/lusthof aangelegd in opdracht van prins Willem Frederik van Nassau. Het was een eerbetoon aan het eind van de Tachtigjarige Oorlog en de Vrede van Münster. Dit gedeelte van de stad zou nog zo’n 150 jaar afgesloten blijven voor het publiek. In opdracht van Koning Willem I werd het park openbaar. Hij schonk De Prinsentuin aan de Leeuwarder bevolking. Het park werd meerdere malen verbouwd, in 1734 in Le Nôtrestijl totdat het in 1795 vrij toegankelijk werd.
Rond 1822 werd de tuin weer verbouwd door Lucas Pieters Roodbaard. Na weer een aantal verbouwingen werd de tuin in 2004 weer grotendeels hersteld in de stijl zoals Roodbaard deze destijds had laten aanleggen. Ook werden er toen accommodaties gebouwd ten behoeve van de stadsjachthaven.
Aan de westzijde sluit het park aan op de Noorderplantage. Van de Prinsentuin naar de Noordersingel is een pontverbinding voor voetgangers en fietsers. Het veer vaart alleen in juli en augustus en heeft een elektromotor die gevoed wordt door zonne-energie.
In de tuin bevindt zich ook het Pier Pander Museum, dat in 1954 werd geopend. De tuin uit de roman De koperen tuin van Simon Vestdijk is waarschijnlijk de Prinsentuin. De belangrijkste delen van het verhaal spelen zich hier af. De Leeuwarder Theo Douma bedacht en bouwde de huidige horecavoorziening met de naam De Koperen Tuin. Het etablissement werd in 1989 door de weduwe Mieke Vestdijk officieel geopend.

### Galerij

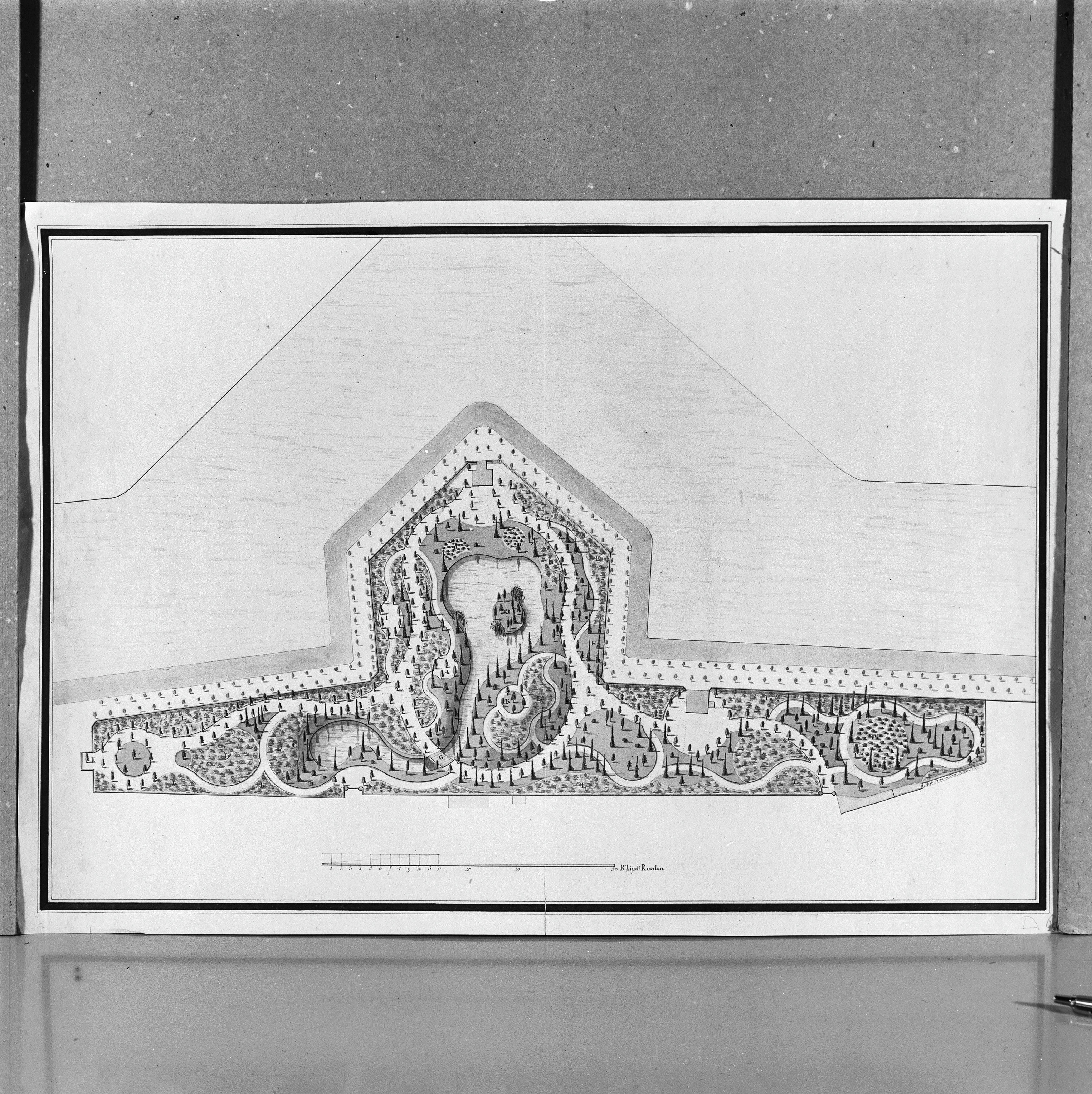
Een ontwerptekening van de Prinsentuin
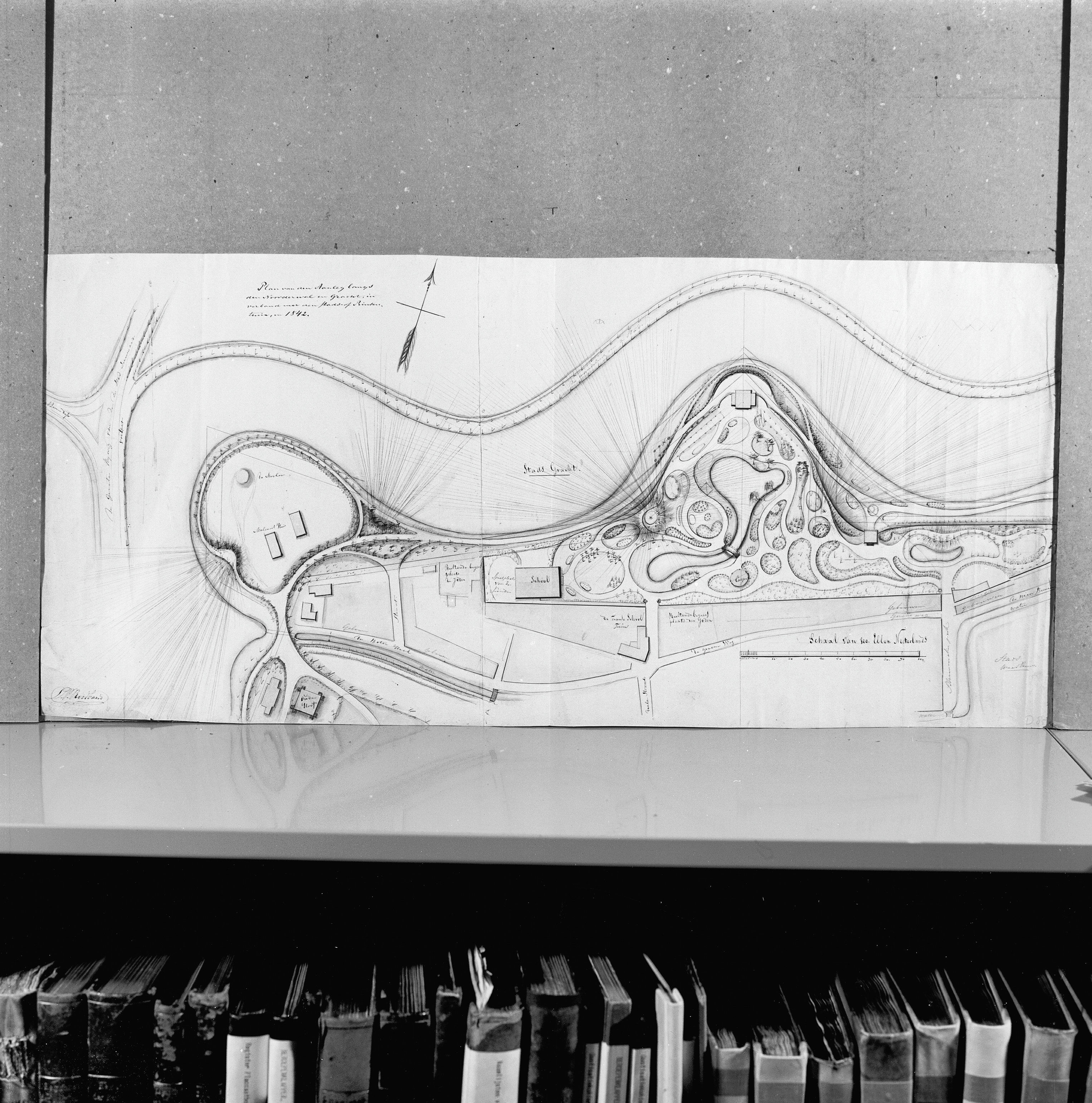
Een ontwerptekening van de Prinsentuin
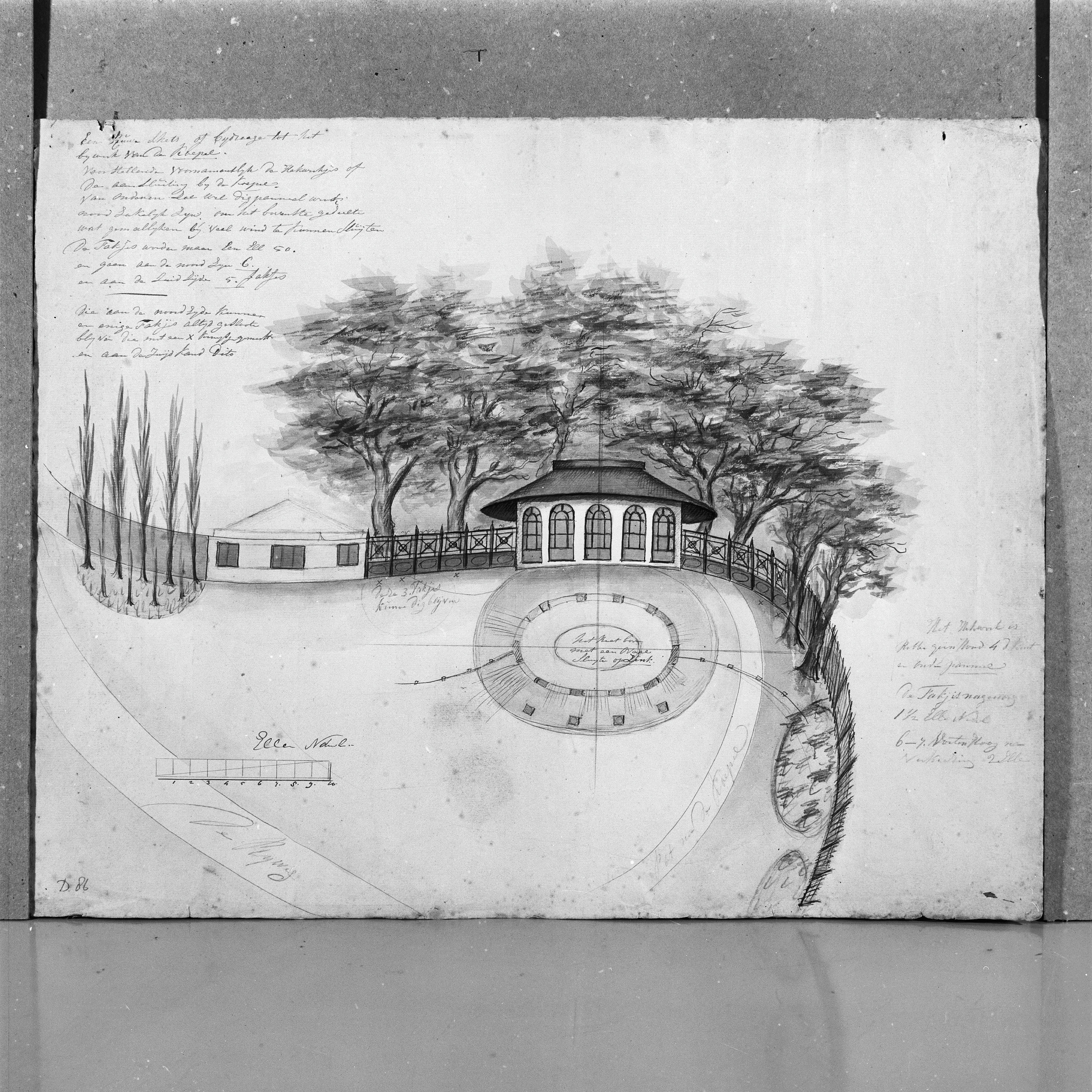
Afbeelding van de koepel in de Prinsentuin
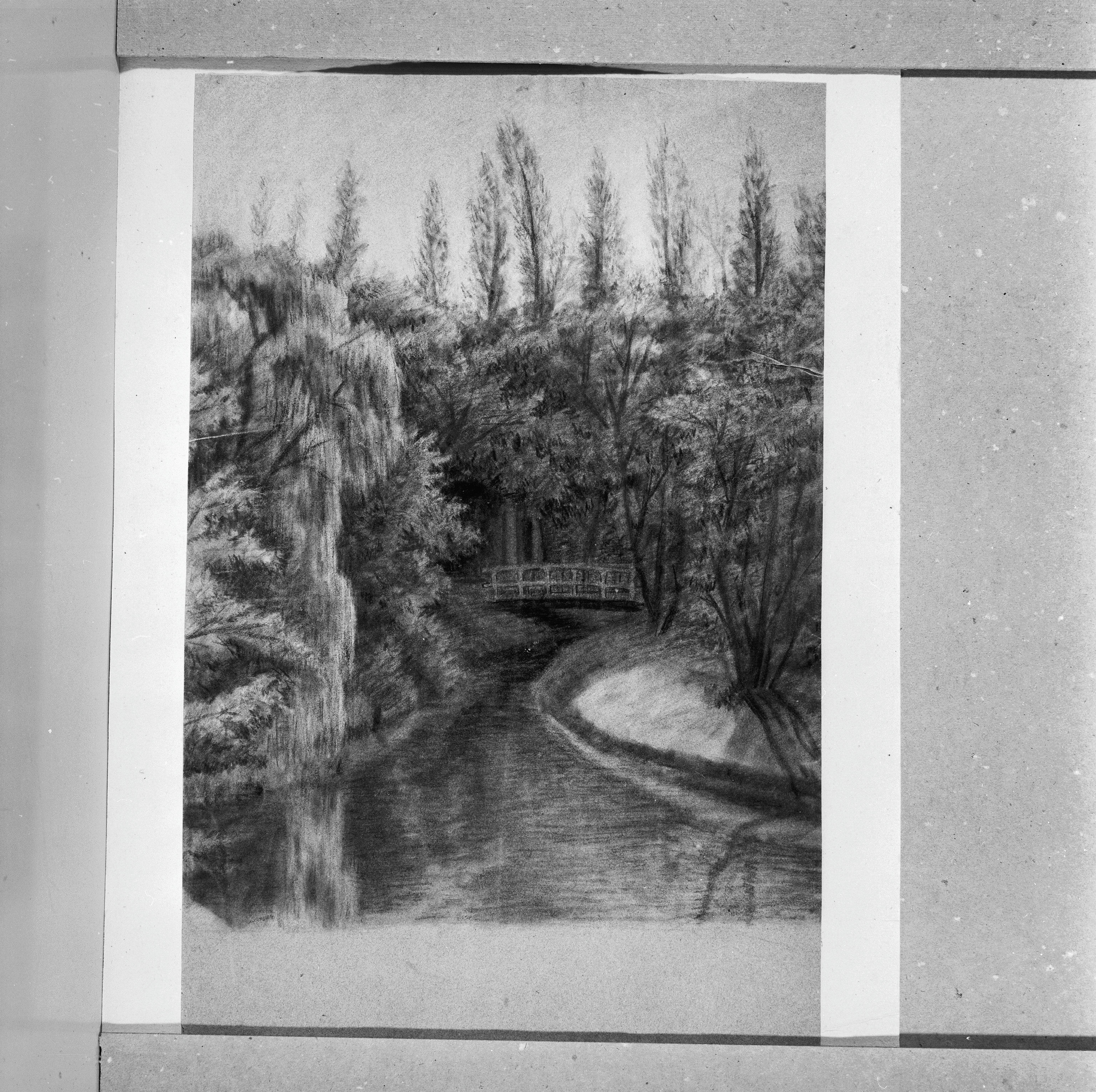
Tekening van de Prinsentuin door Fellinga
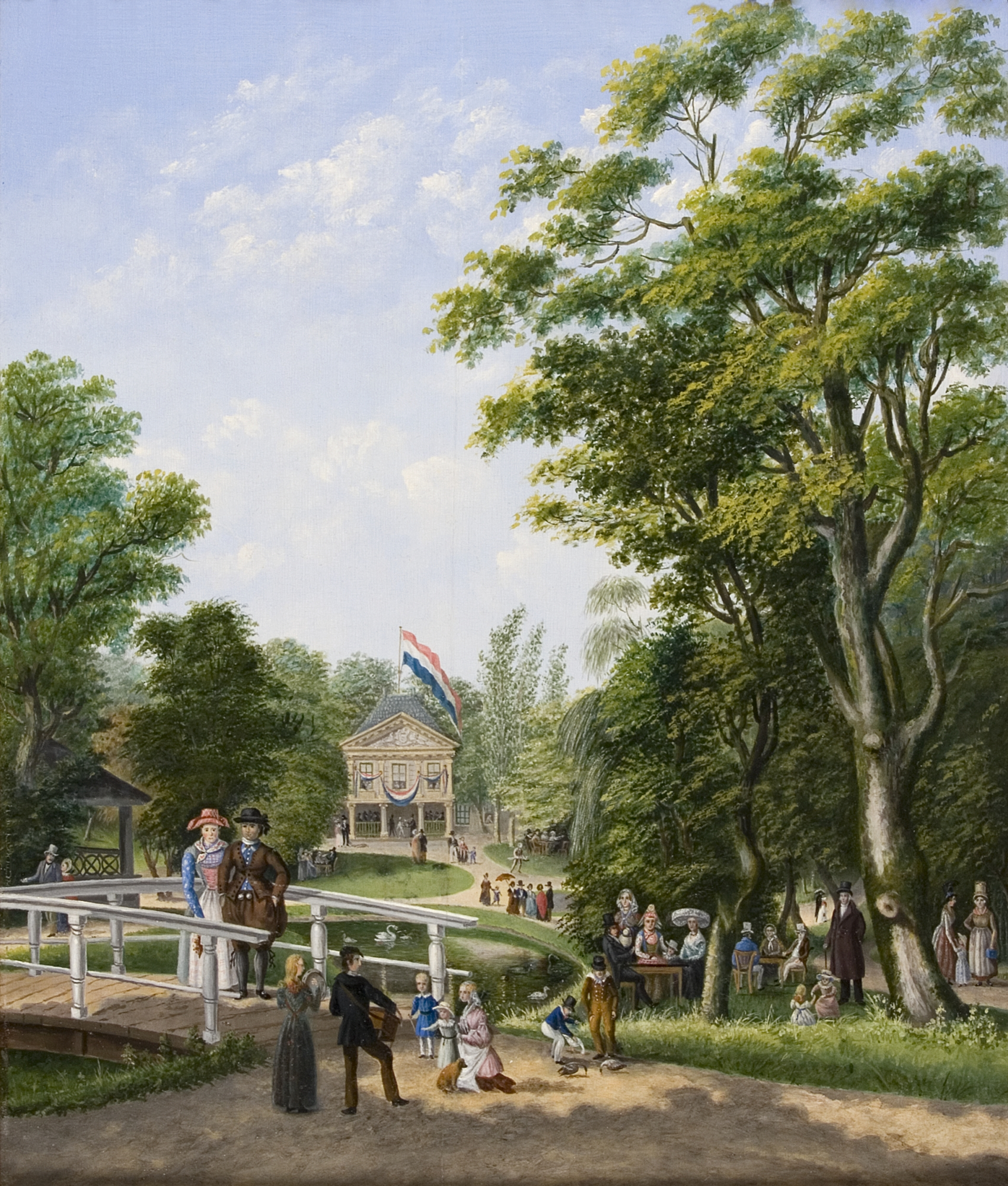
De Prinsentuin te Leeuwarden in de 19e eeuw